# هگزامتیلن دی‌ایزوسیانات
هگزامتیلن دی‌ایزوسیانات (به انگلیسی: Hexamethylene diisocyanate) با فرمول شیمیایی C۸H۱۲N۲O۲ یک ترکیب شیمیایی با شناسه پاب‌کم ۱۳۱۹۲ است. که جرم مولی آن ۱۶۸٫۲ g/mol می‌باشد. شکل ظاهری این ترکیب، مایع بی‌رنگ است.